# Sabrina Olmedo
Sabrina Olmedo (Buenos Aires, 14 de febrero de 1970) es una actriz y comediante argentina, hija de Alberto Olmedo.

## Biografía
Sabrina se crio en el mundo artístico, ya que sus padres eran actores, su madre (Tita Russ) se retiró para dedicarse a la crianza de sus hijos, su padre Alberto Olmedo hizo más de treinta películas solo y junto al actor Jorge Porcel, programas de humor y obras de teatro con mucho éxito, no solo en Argentina sino en toda Latinoamérica.
Comenzó su carrera artística a las veinte años ya que antes hizo una carrera universitaria y se recibió de Licenciada en Publicidad.
Su primera aparición fue en el programa de humor Stress de canal 13, luego participó en "La Estación de Landriscina" Canal 11, Polémica en el bar, Canal 7 y Rompeportones. Ese fue su último trabajo en su país natal, ya que luego se radicó en Miami para trabajar en el mercado hispanoamericano dicha ciudad.
Su primer trabajo fue un gran éxito, protagonizó la obra teatral "Confesiones de mujeres de Treinta", para Venevisión Internacional por ella recibió un premio, luego fue convocada para el programa más visto de USA "Sábado Gigante" donde triunfó con su personaje "Estrella de Mar".
Se la pudo disfrutar en su papel cómico en la novela "Ángel Rebelde" de Fonovideo para Univision, luego fue contratada por Televisa para la novela "El amor no tiene Precio" en su personaje de "Kayla", para Univision, luego le siguieron los éxitos en la cadena Telemundo/R.T.I. con grandes novelas como "El cuerpo del Deseo" personaje "Matilda" , "Prisionera" personaje "Anaconda", "La viuda de Blanco" personaje "Cornelia".
Estas novelas le dieron fama internacional, ya que fueron distribuidas en todo USA, Europa Y  Latinoamérica.
Protagonizó muchas obras de teatro como "Confesiones de mujeres de treinta", "Felicidad for sale", "Pareja dispareja" entre otras, se animó a escribir su propio stand up show "Auxilio Actriz en Exilio". También protagonizó en Miami la obra "Orgasmos" que se estrenó en España con gran éxito. Produjo y actuó en la obra de Noel Coward "Vidas Privadas".
Luego del éxito de su show, fue convocada por la empresa Univisión para escribir y actuar en el nuevo programa cómico protagonizado por el humorista mexicano "Fernando Arau" en "Achis Cachis", ahí trabajó junto a Lucero, actriz y cantante de fama internacional.
Ese programa lo hizo estando embarazada de su primer hijo Tiago. Luego de dar a luz fue convocada para la obra teatral "Gordura de mi Vida", junto al comediante Raúl González, donde se fueron de gira por EUA, ese sería su último trabajo en USA, antes de radicarse en Colombia.
En Colombia trabajó para la cadena de RCN como entrenador de comedia para el reality show de "Protagonistas de la Tele" y participando en el programa de stand up show "La Noche de los Comediantes" en ese mismo canal.’
En su regreso hacia Argentina trabajó en las comedias teatrales como “Sin Comerla ni Beberla” de Gerardo Sofovich, hizo su propio show "Olmedo x Sabrina" y la comedia “Negro y Blanco y Sangre”
Se encuentra nuevamente radicada en Miami donde hizo las comedias “Que Cajitas de Sorpresas” y “Ardientes Confesiones en el Aire”
Produce, dirige y actúa en el show realizado junto a la productora Julieta Lijan en MMC MULTIMEDIA Standup Latino con gran éxito en Miami.

## Carrera

### Filmografía
- Olmedo, el rey de la risa
- La herencia del tío Pepe (1998)

### Televisión
- Mi familia perfecta (2018)
- Escándalos (2015) - Magdalena / Magaly Saraza
- La viuda de Blanco (2006) - Cornelia Garnizo
- El cuerpo del deseo (2005) - Matilda Serrano
- Decisiones
- El amor no tiene precio (2005) - Keyla
- Ángel rebelde (2004) - Betania Marinete
- Prisionera (2004) - Presa
- Los Metiches (2003) - Georgina
- Polémica en el Bar (2001) - Rina
- Rompeportones (1998) - Valeria Roedo Blanco